# Jesse Rutherford
Jesse James Rutherford, född 21 augusti 1991 i Newbury Park i Kalifornien, är en amerikansk sångare och låtskrivare, som även har haft en karriär som skådespelare. Han är medgrundare av och huvudsångare i banden The Neighbourhood och Valley Girl. Han och medlemmarna i The Neighbourhood är låtskrivarna bakom hitlåten "Sweater Weather", som blev certifierad med nio gånger platina i USA år 2022.
Jesse Rutherford har även haft en solokarriär, med start år 2016. Han hade ett förhållande med modellen Devon Lee Carlson, mellan 2015 och 2021. Han hade därefter ett förhållande med sångerskan Billie Eilish mellan oktober 2022 och maj 2023.

## Filmografi
- 2002 – Life or Something Like It
- 2002 – Ted Bundy
- 2002 – Star Trek: Enterprise (TV-serie)
- 2003 – Dickie Roberts: Former Child Star